# مهرداد قریشی
مهرداد قریشی بازیکن فوتبال است که هم‌اکنون در باشگاه فوتبال تراکتورسازی تبریز در پست دفاع بازی می‌کند.